# Pražský výběr (album)
Pražský výběr (známé též jako Straka v hrsti) je eponymní a v pořadí třetí vydané album české rockové skupiny Pražský výběr; vyšlo v roce 1988 ve vydavatelství Panton (katalogové číslo 81 0826–1311). Deska byla nahrána již v roce 1982, kvůli zákazu působení skupiny mezi lety 1983 a 1986 bylo album vydáno až po šesti letech od svého vzniku; skladby z alba byly použity ve filmu Juraje Herze Straka v hrsti.
Na CD vyšlo album Pražský výběr poprvé v roce 1990 (katalogové číslo 81 0826–2311), poté o pět let později jako součást kompilačního dvojalba Komplet (1995), poté v roce 2012 při příležitosti 30. výročí vzniku alba a naposled v roce 2018 v reedici na CD i LP.
V žebříčku 50 nejlepších českých alb historie rozhlasové stanice Expres FM se album umístilo na prvním místě.

## Seznam skladeb
Hudbu složil(i) Michael Kocáb a Michal Pavlíček, pokud není uvedeno jinak. 
| Strana 1 | Strana 1                | Strana 1 | Strana 1 | Strana 1 |
| Pořadí   | Název                   | Hudba    | Text     | Délka    |
| -------- | ----------------------- | -------- | -------- | -------- |
| 1.       | Hrabě X                 |          | Čech     | 5:14     |
| 2.       | Na Václavském Václaváku | Čok      | Čok      | 2:24     |
| 3.       | Straka v hrsti          |          | Kocáb    | 4:20     |
| 4.       | Pražákům je hej         |          | Čech     | 5:06     |
| 5.       | Můj koníček             |          | Čech     | 3:49     |

| Strana 2       | Strana 2       | Strana 2       | Strana 2                  | Strana 2 |
| Pořadí         | Název          | Hudba          | Text                      | Délka    |
| -------------- | -------------- | -------------- | ------------------------- | -------- |
| 1.             | Bangabasava    |                | Tomek, Jaromír Hiadlovský | 2:25     |
| 2.             | S. O. S.       |                | Kocáb                     | 4:40     |
| 3.             | Zubatá         |                | Čech                      | 2:50     |
| 4.             | Tango Ropotámo |                | Kocáb, Pavlíček           | 1:25     |
| 5.             | Proč jen já    |                | Josef Novotný             | 5:52     |
| 6.             | Nádraží        |                | Suchý                     | 3:36     |
| Celková délka: | Celková délka: | Celková délka: | Celková délka:            | 41:48    |

## Obsazení
- Pražský výběr
  - Michael Kocáb – zpěv, klávesy
  - Michal Pavlíček – kytara,  baskytara, zpěv
  - Vilém Čok – baskytara, zpěv
  - Jiří Hrubeš – bicí
  - Jiří Tomek – hlasy (6)

## Recenze
- Jaroslav Špulák, 2012, Právo  90 %[4]